# La roccia incantata
La roccia incantata è un film del 1949 diretto da Giulio Morelli, al debutto come regista.

## Trama
La storia è raccontata per flashback da un'ormai demente Lucia, ricoverata nel manicomio di Santa Maria di Collemaggio a L'Aquila, distrutta dall'amore per Aldo.
La pastorella Lucia di Assergi vive in un rifugio alpino sul Gran Sasso d'Italia, e conosce il giovane romano Aldo, futuro architetto, che per una distorsione alla caviglia durante un'escursione in montagna, deve trascorrere qualche giorno nel rifugio per rimettersi. Presto i due si innamorano, e Aldo promette a Lucia di sposarla quando ritornerà da Roma per sbrigare questioni di lavoro. Lucia scopre di essere incinta di Aldo e lo raggiunge nella capitale, ma costui è cambiato e tenta di convincerla ad abortire perché le sue decisioni non sono più quelle di prima. Lucia è disperata, non ha un soldo, e deve guadagnarsi da vivere a Roma, lavorando come domestica, finché in un asilo di orfani dà alla luce il bambino. Dopo alcuni anni riottiene a Campo Imperatore il posto di custode del rifugio e torna in Abruzzo assieme al figlio, ma qui il bambino muore per un male. Tornata sola sul Gran Sasso, Lucia ritrova Aldo in una delle sue passeggiate di montagna, e lo rincorre minacciandolo col fucile, ma Aldo mette un piede in fallo e precipita in un crepaccio, morendo. Così Lucia impazzisce, venendo ricoverata nel manicomio, illudendosi ancora di poter ritrovare da qualche parte il suo amore.

## Produzione
La pellicola rientra nel filone dei melodrammi sentimentali, popolarmente detto strappalacrime, ed in seguito ribattezzato dalla critica neorealismo d'appendice, molto in voga tra il pubblico italiano negli anni del secondo dopoguerra  (1945-1955).
È stato girato a Roma, ma principalmente tra L'Aquila, la frazione Assergi e le vette del Gran Sasso d'Italia, e presso la seggiovia di Campo Imperatore. Sono infatti riconoscibili i luoghi del centro storico aquilano, come il corso Vittorio Emanuele, la Piazza Duomo, la scalinata della basilica di San Bernardino, Piazza Santa Maria Paganica e il piazzale della basilica di Santa Maria di Collemaggio, con l'annesso ospedale psichiatrico, dove avvengono alcuni flashback della protagonista Lucia. Ad Assergi invece è riconoscibile il centro storico, con la torre d'ingresso, e la chiesa madre di Santa Maria Assunta, con la fontana del piazzale dove sono girate alcune scene, e infine il santuario della Madonna d'Appari posto tra Paganica e il paese.

## Colonna sonora
- Vola vola, di Guido Albanese
- J'Abruzzo, di Nazzareno De Angelis

Fu impiegata l'orchestra sinfonica e il coro di Roma della Radio Italiana, diretti da Fernando Previtali.

## Distribuzione
Distribuito da una piccola società di distributori indipendenti, il film è stato trasmesso alcune volte in televisione sulle reti della Rai, ma non è mai stato pubblicato né in VHS né in DVD.